# McGregor (fiume)
Il McGregor River è un fiume della Columbia Britannica, in Canada, affluente del fiume Fraser. 
Trae origine dal Wishaw Lake, un remoto lago situato nella Kakwa Provincial Park and Protected Area e scorre perlopiù verso ovest e nordovest fino a gettarsi nel fiume Fraser a nordest della città di Prince George.

## Denominazione
Il fiume è stato così chiamato in onore del capitano canadese James Herrick McGregor, morto il 25 aprile 1915 nella seconda battaglia di Ypres, in Belgio, nel corso della prima guerra mondiale, mentre prestava servizio nel 16th Battalion Canadian Highland Brigade.
Prima della nuova denominazione era chiamato Big Salmon River.